# Hyposmocoma arundinicolor
Hyposmocoma arundinicolor — вид молі ендемічного гавайського роду Hyposmocoma.

## Поширення
Зустрічається на острові Кауаї.

## Синоніми
- Hyperdasys arundinicolor (Walsingham, 1907)
- Hyperdasyella arundinicolor